# 128-й отдельный танковый батальон
128-й отдельный танковый батальон — воинская часть Вооружённых сил СССР в Великой Отечественной войне.

## История
Формировался а октябре 1941 года в Дзержинске
В составе действующей армии с 10 ноября 1941 по 15 июля 1942 года.
В начале ноября 1941 года переброшен под Тихвин, попав в состав 4-й отдельной армии.
Брошен в бой в ходе Тихвинской оборонительной операции юго-западнее Тихвина. С 19 ноября 1941 года в составе южной оперативной группы армии перешёл в наступление западнее Тихвина и в течение конца ноября-декабре 1941 года действует в ходе Тихвинской наступательной операции, вышел к концу декабря 1941 года в район Киришей, где в январе 1942 года принял оставшуюся материальную часть у 119-го танкового батальона и позднее у 120-го танкового батальона и 388-го танкового батальона. В течение января 1942 года боевых действий не вёл, затем действует в районе Киришского плацдарма. 
15 июля 1942 года из боёв выведен, 18 июля 1942 года обращён на укомплектование 16-й танковой бригады.

## Подчинение
| Дата            | Фронт (округ)                                              | Армия               | Корпус | Дивизия | Бригада | Примечания |
| --------------- | ---------------------------------------------------------- | ------------------- | ------ | ------- | ------- | ---------- |
| 01.10.1941 года | Московский военный округ                                   | -                   | -      | -       | -       | -          |
| 01.11.1941 года | Московский военный округ                                   | -                   | -      | -       | -       | -          |
| 01.12.1941 года | -                                                          | 4-я отдельная армия | -      | -       | -       | -          |
| 01.01.1942 года | Волховский фронт                                           | 4-я армия           | -      | -       | -       | -          |
| 01.02.1942 года | Волховский фронт                                           | 4-я армия           | -      | -       | -       | -          |
| 01.03.1942 года | Волховский фронт                                           | 4-я армия           | -      | -       | -       | -          |
| 01.04.1942 года | Волховский фронт                                           | 4-я армия           | -      | -       | -       | -          |
| 01.05.1942 года | Ленинградский фронт (Группа войск Волховского направления) | 4-я армия           | -      | -       | -       | -          |
| 01.06.1942 года | Ленинградский фронт (Волховская группа войск)              | 4-я армия           | -      | -       | -       | -          |
| 01.07.1942 года | Волховский фронт                                           | -                   | -      | -       | -       | -          |